# Чини (Вашингтон)
Чини (енгл. Cheney) град је у америчкој савезној држави Вашингтон. По попису становништва из 2010. у њему је живело 10.590 становника.

## Демографија
Према попису становништва из 2010. у граду је живело 10.590 становника, што је 1.758 (19,9%) становника више него 2000. године.
| Група             | 2000.         | 2010.         |
| Белци             | 7.335 (83,1%) | 8.199 (77,4%) |
| Афроамериканци    | 186 (2,1%)    | 423 (4,0%)    |
| Азијати           | 560 (6,3%)    | 424 (4,0%)    |
| Хиспаноамериканци | 384 (4,3%)    | 990 (9,3%)    |
| Укупно            | 8.832         | 10.590        |